# Ätäskö
Ätäskö eller Ätäsköjärvi är en sjö i Finland. Den ligger i kommunen Kides i landskapet Norra Karelen, i den sydöstra delen av landet, 300 km nordost om huvudstaden Helsingfors. Ätäskö ligger 79,6 meter över havet. I omgivningarna runt Ätäskö växer i huvudsak blandskog. Den är 7,5 meter djup. Arean är 13,89 kvadratkilometer och strandlinjen är 30,2 kilometer lång. Sjön  ingår i Vuoksens huvudavrinningsområde. 